# داپوکستین
داپوکستین (به انگلیسی: Dapoxetine) یک مهارکنندهٔ انتخابی سروتونین است که به عنوان دارویی از خانوادهٔ بازدارنده‌های بازجذب سروتونین در ابتدا به عنوان داروی ضدافسردگی ساخته شد، ولی متابولیسم سریع آن در بدن باعث شد که برای درمان
افسردگی مناسب نباشد و در حال حاضر جهت درمان انزال زودرس در مردان با سن ۱۸ تا ۶۴ سال استفاده می‌شود. داپوکستین زمان انزال را افزایش داده و کنترل بر انزال را بهبود می‌بخشد. این دارو صرفاً برای انزال زودرس کاربرد دارد و در درمان مشکلات نعوظ هیچ اثربخشی ندارد. در حال حاضر این دارو تحت نظارت سازمان غذا و دارو در ایران تولید می‌شود.

## روش مصرف
قرص را باید به همراه یک لیوان کامل آب بلعید. می‌توان دارو را همراه یا بدون غذا استفاده کرد. دوز شروع برای تمام بیماران ۳۰ میلی‌گرم است. ضروری است حدود ۱ تا ۳ ساعت قبل از فعالیت جنسی مصرف شود. داپوکستین برای استفاده مستمر روزانه در نظر گرفته نشده‌است. باید تنها در هنگامی که قصد فعالیت جنسی وجود دارد مصرف شود. نباید بیش از یک بار در ۲۴ ساعت استفاده گردد.

## موارد منع مصرف
افرادی که مشکلات قلبی (از قبیل نارسایی قلبی یا اشکال در ضربان قلب) دارند توصیه نمی‌شود.

استفاده برای افرادی که نارسایی شدید یا خفیف کبدی دارند منع می‌شود.

کودکان و افراد بالای ۶۵ سال (اثربخشی و ایمنی داپوکستین در بیماران بالای ۶۵ سال ثابت نشده‌است)

چون این دارو در زنان کاربردی ندارد، در دوران بارداری و شیردهی مطالعات دقیق صورت نگرفته‌است.
داپوکستین با سیلدنافیل و تادافیل تداخل دارویی دارد و ممکن است باعث افت شدید فشار خون گردد.

## هشدارهای دارویی
اگر موارد زیر در شما دیده می‌شود قبل از مصرف دارو با پزشک یا دارو ساز خود مشورت نمایید.

در صورت وجود مشکلات جنسی دیگر نظیر اختلال در نعوظ.

اگر سابقه سرگیجه ناشی از فشار خون پایین دارید.

مصرف همزمان با الکل عوارض دارو و الکل را افزایش می‌دهد.

اگر که دچار بیماری صرع هستید.

سابقه خونریزی یا مشکلات لخته شدن خون دارید.

مشکلات کلیوی (افرادی که نارسایی خفیف یا متوسط کلیه دارند توصیه نمی‌شوند)

مبتلا به فشار بالای چشم (گلوکوم) یا در معرض خطر ابتلا به آن هستید.

نارسایی قلبی و اختلالات ریتمیک

اگر سابقه غش دارید.

مبتلا به مانیای حاد یا افسردگی شدید هستید.

مشکلات کبدی دارید.

پس از اولین مصرف حساسیت به داپوکستین یا هر ترکیب دیگری از این دارو در شما مشاهده شده‌است.

## تداخلات دارویی
داروی‌های ضد افسردگی، مانند: نفازودون، مهارکننده‌های مونو آمین اکسیداز (MZO)، تیوریرازول، لیتیم، لینزولیر، تریپتوفان، مخمر سنت جان، ترامادول. داروهای ضد میگرن.
((در صورت استفاده از داروهای فوق لازم است پس از ۱۴ روز پس از قطع مصرف این داروها، درمان با داپوکستین آغاز شود. در صورت نیاز به مصرف داروهای فوق نیاز است که ۷ روز از قطع مصرف داپوکستین گذشته باشد))

داروهای خاص برای عفونت قارچی از جمله کتوکونازول و ایتراکونازول.

داروهای خاص برای ایدز از جمله رستوناویر، ساکوبیناویر، و آتازاناویر.

آنتی‌بیوتیک‌های خاص در درمان عفونت مانند تلیترومایسین.